# 和歌山県立紀北支援学校
和歌山県立紀北支援学校（わかやまけんりつ きほくしえんがっこう）は、和歌山県和歌山市にある特別支援学校。県内の支援学校で最も児童・生徒数が多い。

## 概要
- 小学部・中学部・高等部・訪問教育部（1回2時間・原則週3日）および愛徳分教室で構成される[2]。
- 寄宿舎が併設されており、「ひだまり」の愛称で呼ばれる。この名称は2004年（平成16年）、寄宿舎生と職員の話し合いで決定された[3]。
- スクールバスは8台運行されている[4]。
- 2023年度、創立50周年を記念して公式キャラクター「きほくん」が誕生した。デザインは小学部5年生の児童が考案した[5]。

## 児童・生徒数
- 324名（令和6年度）※愛徳分教室も含む[6]

## 高等部作業班
- 木工班[7]
- 紙工班
- クラフト班
- 受注班
- クリーン班
- 園芸班

## 通学区域
- 紀ノ川以南の和歌山市（高積中学校の学区を除く）[8]
- 海南市（旧下津町を除く）
- 紀美野町

## 愛徳分教室
- 愛徳分教室は2006年（平成18年）に愛徳医療福祉センター内に設置され、肢体不自由の児童・生徒が学ぶ重複学級（小学部と中学部）と、怪我の治療を受ける児童・生徒が通う普通学級（小学部）があり、医療・福祉と連携した教育が行われている[9][10][11]。
- 所在地
  - 〒640-0044 和歌山県和歌山市今福三丁目5-41

## 歴代校長
- 初代 中筋宏[12]
- 第2代 林宏明
- 第3代 上村薫
- 第4代 小村省三
- 第5代 赤井孝
- 第6代 山本浩司
- 第7代 高瀬可行
- 第8代 中山浩顕
- 第9代 山路正雅
- 第10代 高尾静生
- 第11代 露峯明信
- 第12代 池田八主雄
- 第13代 金川宏
- 第14代 武内正晴
- 第15代 太田善孝
- 第16代 米田良博
- 第17代 児玉修造

## 歴史
- 1973年（昭和48年）[4]
  - 「紀北養護学校」として開校
- 1974年（昭和49年）
  - 高等部設置
- 1975年（昭和50年）
  - 有功ヶ丘学園分校が開校
- 1982年（昭和57年）
  - 創立10周年記念式典
- 1993年（平成5年）
  - 高等部に肢体不自由学級設置
  - 創立20周年記念式典
- 1994年（平成6年）
  - 小学部と中学部に肢体不自由学級設置
- 2003年（平成15年）
  - 創立30周年記念式典

## アクセス
- 和歌山電鉄貴志川線・交通センター前駅から徒歩25分
- 阪和道和歌山南ICから車で5分